# Перрутенат тетрапропиламмония
Перрутенат тетрапропиламмония (TPAP) — соль рутениевой кислоты и гидроксида тетрапропиламмония, тёмно-зелёные кристаллы. Применяется в органическом синтезе в качестве мягкого и селективного окислителя. Реагент был предложен в 1987 году.

## Получение
Перрутенат тетрапропиламмония может быть синтезирован по реакции окисления хлорида рутения(III) до перрутената избытком бромата натрия в водном растворе карбоната натрия. Затем к реакционной смеси добавляется гидроксид тетрапропиламмония, и образуются кристаллы TPAP, которые дальше подвергаются очистке.

## Физические свойства
Перрутенат тетрапропиламмония растворим в хлористом метилене и ацетонитриле; в них же обычно проводятся реакции с его участием. Реагент малорастворим в бензоле.

## Применение в органическом синтезе
Перрутенат тетрапропиламмония используется в органическом синтезе как мягкий, селективный и удобный в обращении окислитель. Под его действием первичные спирты превращаются в соответствующие альдегиды, а вторичные спирты — в кетоны. Реакции проводятся в присутствии каталитического количества реагента, а стехиометрическим окислителем в каталитическом цикле служит N-оксид N-метилморфолина (NMO). Кинетические исследования показали, что подобные окисления являются автокаталитическими. Можно достичь числа оборотов, равного 250, если в реакционную смесь добавить молекулярные сита, удаляющие воду, которая образуется в ходе окисления, и кристаллизационную воду от NMO.
Окисление первичных спиртов возможно в присутствии целого ряда функциональных групп: тетрагидропиранильных эфиров, эпоксидов, ацеталей, силиловых эфиров, пероксидов, лактонов, алкенов, алкинов, эфиров, амидов, сульфонов и индолов. Хиральные центры в α-положении сохраняют конфигурацию, не эпимеризуясь.

## Хранение и использование
Соединение стабильно при комнатной температуре и может храниться долгое время без заметного разложения. Небольшие количества перрутената тетрапропиламмония воспламеняются при 150—160 °С на воздухе, поэтому его не следует нагревать без растворителя.